# مارك كلارك
مارك كلارك (بالإنجليزية: Mark Clark) هو ناشط أمريكي، ولد في 28 يونيو 1947 في بيوريا في الولايات المتحدة، وتوفي في 4 ديسمبر 1969 في شيكاغو في الولايات المتحدة.